# Amor cautivo
Amor cautivo est une telenovela mexicaine en 120 épisodes de 50 minutes créée par Laura Visconti et diffusée du 28 mai au 9 novembre 2012 sur Azteca Trece.
Ce feuilleton est inédit dans tous les pays francophones.

## Distribution
- Marimar Vega : Alejandra
- Arap Bethke : Fernando Bustamante
- Bárbara del Regil : Vanessa
- Patricia Bernal : Victoria Bustamante
- Fernando Ciangherotti : Jorge Bustamante
- Héctor Bonilla : Félix del Valle
- Andrea Noli : Beatriz del Valle
- Luis Felipe Tovar : Alfredo Linares
- Mayra Rojas : Susana
- Cecilia Ponce : Eugenia
- Eduardo Arroyuelo : Edmundo
- Alberto Guerra  : Ramiro
- Marcela Ruiz-Esparza : Iris
- Gina Moret : Cruz
- Juan Pablo Medina : Efraín
- Carla Carrillo : Mariví Bustamante
- Eric Chapa : Marcelo Bustamante
- Keyla Wood : Panchita
- Karla Cruz : Carmen
- Estela Cano : Martha
- Israel Amescua : Brian

## Diffusion internationale
| Pays       | Chaîne             | Titre        | Première diffusion |
| ---------- | ------------------ | ------------ | ------------------ |
| Mexique    | Azteca Trece       | Amor cautivo | 28 mai 2012        |
| États-Unis | Telemundo          | Amor cautivo |                    |
| Panama     | Telemetro Canal 13 | Amor cautivo |                    |
| Malaisie   | Astro Bella        | Amor cautivo | juillet 2013       |
| Liban      | OTV                | أسيرة الحب   | 25 septembre 2017  |

## Versions
- Lejana como el viento (2002), produit par Venevisión.

### Sources
- (es) Cet article est partiellement ou en totalité issu de l’article de Wikipédia en espagnol intitulé « Amor cautivo » (voir la liste des auteurs).